# Comtat de Nassau (Sacre Imperi Romanogermànic)

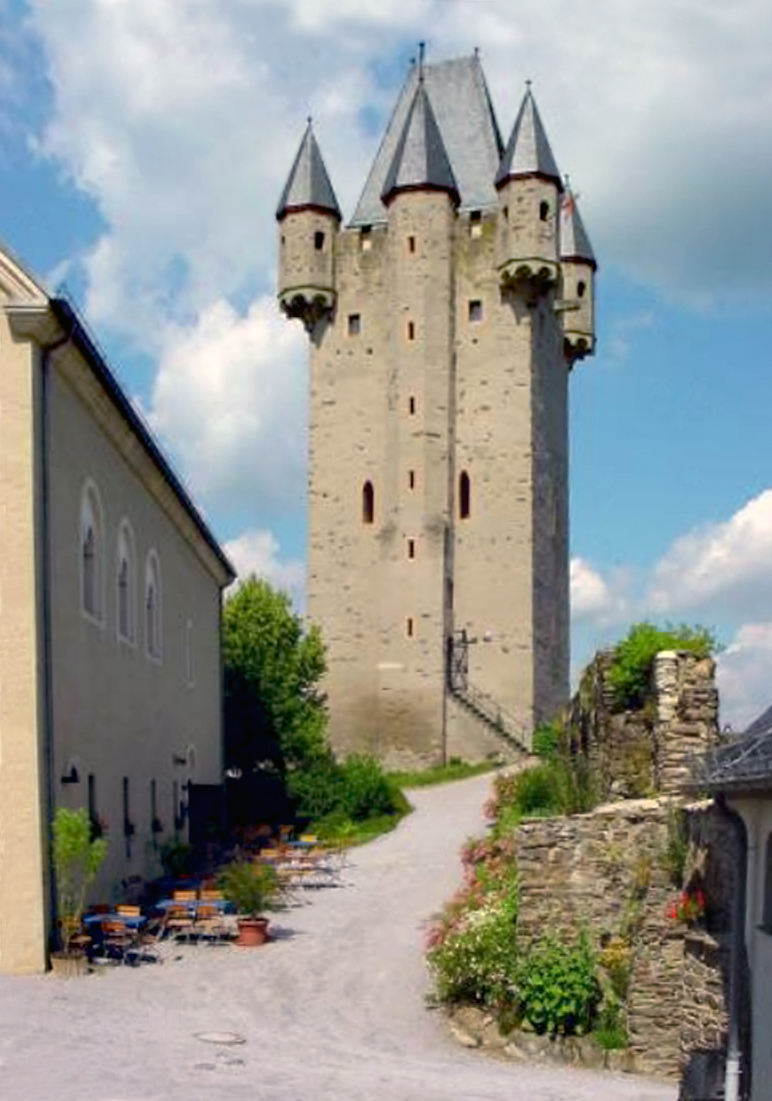
Castell de Nassau

El Comtat de Nassau va ser un estat alemany al Sacre Imperi Romanogermànic i l'última part de la Confederació Germànica. La seva dinastia governant, la línia masculina de la qual s'ha extingit, era la Casa de Nassau.

## Orígens
Nassau, originalment un comtat, va desenvolupar a la part baixa del riu Lahn el que es coneix avui com Renània-Palatinat. La ciutat de Nassau es va fundar el 915. Dudon-Enric, comte de Laurenburg va tenir Nassau com un feu atorgat pel bisbat de Worms. El seu fill, Robert, hi va construir el castell de Nassau al voltant de 1125 i es va declarar "comte de Nassau". Aquest títol no va ser reconegut oficialment pel bisbe de Worms fins a 1159 sota el govern del fill de Robert, Walerà.
El dinastia Nassau va tenir el territori a les seves mans entre el Taunus i el Westerwald a la conca baixa i mitjana del Lahn. Vora el 1128 van adquirir la zona del bisbat de Worms, que tenia nombrosos drets a l'àrea, i per això va crear un enllaç entre el seu patrimoni al baix Lahn i les seves possessions properes a Siegen. Al mig del segle XII, aquesta relació va ser enfortida per l'adquisició de parts del regne feudal de Hesse-Thüringen, és a dir el Herborner Mark, el Kalenberger Zent i el Tribunal de Heimau (Löhnberg). Proper a ell, havia el senyoriu de Westerwald, llavors també dins la possessió de Nassau. Al final del segle XII, la Casa va adquirir el Reichshof Wiesbaden, una base important en el sud-oest.
El 1255, després que els comtes de Nassau adquirissin les finques de Weilburg, els fills del comte Enric II es van dividir Nassau per primera vegada. Walerà II va rebre el comtat de Nassau-Weilburg.Des de 1328, el seu germà menor, Otto I, va posseir els estats del nord del riu Lahn, és a dir, el Comtat de Nassau-Siegen i Nassau-Dillenburg. La línia divisòria era essencialment el Lahn, de manera que Otto va rebre la part nord de la província amb les ciutats de Siegen, Dillenburg, Herborn i Haiger, i Walerà es quedava la part inferior del riu, incloent les ciutats de Weilburg i Idstein.

## Comtat de Nassau-Weilburg
El fill de Walerà, Adolf, esdevenia King d'Alemanya dins 1292. El seu fill Gerlach va abdicar dins 1344 i el Comtat es va dividir sota els seus fills dins 1355
- Comtat de Nassau-Weilburg, un altre cop dividit de 1442 a 1574
  - Comtat de Nassau-Saarbrücken (el Gran)
  - Comtat de Nassau-Weilburg
- Comtat de Nassau-Wiesbaden, un altre cop dividit de 1480 a 1509
  - Comtat de Nassau-Idstein
  - Comtat de Nassau-Wiesbaden

    Va tornar a ser Nassau-Weilburg el 1605
- Comtat de Nassau-Sonnenberg, partit entre Nassau-Wiesbaden und Nassau-Weilburg el 1405

El 1605, totes les parts de Nassau-Weilburg es va reunificar sota el comte Lluís II; tanmateix, després de la seva mort el 1627, els seus fills van dividir el comtat un altre cop:
- Comtat de Nassau-Idstein, Nassau-Ottweiler el 1721
- Comtat de Nassau-Saarbrücken (el Jove), dividit un altre cop el 1640
  - Comtat de Nassau-Saarbrücken, com a Nassau-Ottweiler el 1723
  - Comtat de Nassau-Ottweiler, com a Nassau-Usingen a 1728
  - Comtat de Nassau-Usingen, Principat el 1688
- Comtat de Nassau-Weilburg (el Jove)

Després que Nassau-Usingen heretés Nassau-Ottweiler amb l'antic Nassau-Idstein i Nassau-Saarbrücken, es va reunificar amb Nassau-Weilburg i es va elevar a ducat de Nassau el 1806.

## Comtat de Nassau-Dillenburg
Després de la mort del comte Otto I, el seu país es va dividir entre els seus fills el 1303:
- Comtat de Nassau-Dillenburg, com a Nassau-Siegen el 1328
- Comtat de Nassau-Hadamar (el Gran), com a Nassau-Dillenburg el 1394
- Comtat de Nassau-Siegen, anomenat Nassau-Dillenburg a parti de 1328, un altre cop dividit de 1341 a 1561:
  - Comtat de Nassau-Beilstein (el Gran)
  - Comtat de Nassau-Dillenburg (el Gran)–1606

En 1504, Enric III de Nassau-Dillenburg va heretar els estats del comtat de Breda en el ducat de Brabant, mentre que el seu germà menor Guillem es va convertir en comte de Nassau-Dillenburg el 1516. Després que el fill d'Enric III, Renat de Chalon, morís 1544, el fill gran de Guillem, Guillem el Taciturn, va esdevenir príncep d'Orange i senyor de Breda, stadhouder dels Països Baixos a partir de 1559. El seu germà petit, Joan VI, va reunir de nou totes les possessions de Nassau-Dillenburg el 1561, encara que el comtat es va dividir de nou després de la seva mort, el 1606.
- Comtat de Nassau-Hadamar (el Jove), Principat el 1650, com a Nassau-Diez el 1743
- Comtat de Nassau-Siegen, (1607–23), un altre cop dividit de 1623 a 1734:
  - Comtat de Nassau-Siegen (protestant), Principat el 1664, extingit el 1734
  - Comtat de Nassau-Siegen (catòlic), Principat, com a Nassau-Diez el 1743
- Comtat de Nassau-Dillenburg, com a Nassau-Beilstein dins 1620
- Comtat de Nassau-Beilstein (el Jove), anomenat Nassau-Dillenburg (el Jove) a partir de 1620, Principat el 1652, com a Nassau-Dietz el 1739
- Comtat de Nassau-Dietz, va caure al comtat de Berg de Joachim Murat després de la dissolució del Sacre Imperi Romanogermànic, el 1806

Els comtes de Nassau-Dietz, descendents de Guillem Frederic van ser stadhouders de Frísia, Groningen i Drenthe i prínceps d'Orange des de 1702.
El 1783, els caps de diverses branques de la Casa de Nassau van segellar el Pacte familiar de Nassau (Erbverein) per regular la successió futura als seus estats i establir una jerarquia dinàstica per la qual el príncep d'Orange-Nassau-Dietz fos reconegut com a president de la Casa de Nassau.
Quan van perdre les seves possessions holandeses durant les guerres napoleòniques, van ser compensats amb el Principat de Nassau-Orange-Fulda. Tot i que van perdre les seves possessions alemanyes el 1806, la Casa d'Orange-Nassau, a través de la successió femenina, va ser la casa regnant del Gran Ducat de Luxemburg fins al 1890 i segueix sent la casa reial dels Països Baixos.